# 178-й меридіан західної довготи
178-й меридіан західної довготи — лінія довготи, що лежить на 178 градусів західніше Гринвіцького меридіана. Вона проходить від Північного полюса через Північний Льодовитий океан, Азію, Тихий океан, Південний океан та Антарктиду до Південного полюса.
178-й меридіан західної довготи формує велике коло разом із 2-гим меридіаном східної довготи.

## Список географічних об'єктів, що перетинає 178° зх. д.
Починаючи на Північному полюсі та рухаючись до Південного полюса, 178-й меридіан західної довготи проходить через:
| Координати                                                   | Країна, територія або море | Примітки                                                                                     |
| ------------------------------------------------------------ | -------------------------- | -------------------------------------------------------------------------------------------- |
| 90°0′ пн. ш. 178°0′ зх. д. / 90.000° пн. ш. 178.000° зх. д.  | Північний Льодовитий океан |                                                                                              |
| 71°27′ пн. ш. 178°0′ зх. д. / 71.450° пн. ш. 178.000° зх. д. | Росія                      | Проходить через острів Врангеля                                                              |
| 71°1′ пн. ш. 178°0′ зх. д. / 71.017° пн. ш. 178.000° зх. д.  | Чукотське море             |                                                                                              |
| 68°26′ пн. ш. 178°0′ зх. д. / 68.433° пн. ш. 178.000° зх. д. | Росія                      |                                                                                              |
| 65°26′ пн. ш. 178°0′ зх. д. / 65.433° пн. ш. 178.000° зх. д. | Берингове море             |                                                                                              |
| 51°55′ пн. ш. 178°0′ зх. д. / 51.917° пн. ш. 178.000° зх. д. | США                        | Аляска — проходить через острів Танага                                                       |
| 51°38′ пн. ш. 178°0′ зх. д. / 51.633° пн. ш. 178.000° зх. д. | Тихий океан                | Проходить східніше атола Куре, Гаваї, США Проходить східніше острова Футуна, Волліс і Футуна |
| 14°20′ пд. ш. 178°0′ зх. д. / 14.333° пд. ш. 178.000° зх. д. | Волліс і Футуна            | Проходить через острів Алофі                                                                 |
| 14°21′ пд. ш. 178°0′ зх. д. / 14.350° пд. ш. 178.000° зх. д. | Тихий океан                | Проходить східніше острова Ватоа[en], Фіджі Проходить західніше острова Рауль, Нова Зеландія |
| 60°0′ пд. ш. 178°0′ зх. д. / 60.000° пд. ш. 178.000° зх. д.  | Південний океан            |                                                                                              |
| 78°24′ пд. ш. 178°0′ зх. д. / 78.400° пд. ш. 178.000° зх. д. | Антарктида                 | Проходить через Територію Росса (претендує Нова Зеландія)                                    |